# Торонски залив
Торонски залив (грч. Τορωναίος Κόλπος) један је од залива у Егејском мору између прва два крака (или како их популарно зову прста) полуострва Халкидики — Касандра и Ситонија, Познат је по кристално плавим водама и предивном погледу на обале два полуострва.

## Назив
Име је добио по граду Торонију на полуострву Ситонија.

## Положај и пространство
Торонски залив са налази у саставу Грчке, покрајина Егејска Македонија, југоисточно од Солуна, чије је гравитационо подручје. Управном поделом заједно са већим делом полуострва Халкидикија створена је истоимена префектура Халкидики у чијем сасатву је и овај залив. Залив је је повезан са Солунски заливом кроз Потидеја канал који је ископали у 5. веку на најужем делу полуострва Касандра, северно од насеља Потидеја
Торонски залив је дугачак 50 километара, широк од 9 до 24 километра, а дубок до 274 метара.
Залив има и једно острво које носи назив Корњача Kelyfos (грч. Κέλυφος). Налази се око 5 км југозападно од насеља Неос Мармарас на Ситонији. Обала острва је каменита и понегде јако стрма, а само острво прераста ниско растиње, борова и маслинова шума. На североисточној страније у античко доба било је римско утврђење. Острво је некада сезонски коришћено за испашу стоке и боравак пастира, а данас је стециште туриста. Због свог чудног облика, који личи на корњачу локално становништво називало га је „острво корњача” (грч. χελωνα, корњача). Област око острва, са изузетно прозирном водом и интересантним подводним светом, данас често посећују рониоци.Ово острво је посебно због свог чудног облика, које личи на корњачу, и због тога локални становници називају "острво корњача".
У воде залив улива се река Хаврија (грч. Χαβριάς).

## Клима
Клима у Торонском заливу је изразито средоземна, са сувим, сунчаним, дугим и топла лета и благим зимама са обилним падавинама било ког типа (најчешће кишом).
Током лета и дању и ноћу је топло, мада је приметна појава ветровитих дана, када се бележе температуре испод просека за то доба године. Таквих дана током летњих месеци најчешће нема много.
Када је зима у питању, падавине су најчешће у виду кише, које углавном не трају дуго. Понекад се догоди да падне и снег, који се у већини случајева дуго не задржава.
| Месец     | Просечна температура (°C) | Минимална температура (°C) | Максимална температура (°C) | Просечна влажност (%) | Просек падавина (mm) | Мин. просек падавина (mm) | Макс. просек падавина (mm) |
| --------- | ------------------------- | -------------------------- | --------------------------- | --------------------- | -------------------- | ------------------------- | -------------------------- |
| Јануар    | 5                         | -14                        | 20.8                        | 76.3                  | 36.9                 | 0                         | 99.6                       |
| Фебруар   | 6.7                       | -12.8                      | 22                          | 73.6                  | 40.3                 | 0.3                       | 167.2                      |
| Март      | 9.6                       | -7.2                       | 25.8                        | 73                    | 45.7                 | 4.7                       | 95.1                       |
| Април     | 14.2                      | -1.2                       | 31.2                        | 68.5                  | 36.1                 | 3.4                       | 108                        |
| Мај       | 19.5                      | 3                          | 36                          | 64.1                  | 44                   | 0.1                       | 97.7                       |
| Јун       | 24.2                      | 6.8                        | 39.8                        | 56.1                  | 31.6                 | 1                         | 85.6                       |
| Јул       | 26.5                      | 9.6                        | 42                          | 53.4                  | 25.6                 | 0                         | 78.5                       |
| Август    | 25.8                      | 8.2                        | 38.2                        | 55.7                  | 20.8                 | 0                         | 97.5                       |
| Септембар | 21.8                      | 2.6                        | 36.2                        | 62.2                  | 26.2                 | 0                         | 135                        |
| Октобар   | 16.1                      | -1.4                       | 30                          | 70.1                  | 40.6                 | 0                         | 150.5                      |
| Новембар  | 10.9                      | -6.2                       | 26.6                        | 77.3                  | 57.7                 | 6.4                       | 179.1                      |
| Децембар  | 6.7                       | -9.2                       | 20.6                        | 78                    | 52.9                 | 0.2                       | 153.9                      |

## Занимљивости
Традиционално сваке године, почев од јула 1971. године, у Торонском заливу одржава се међународни пливачки маратон, уз учешће великог броја иностраних пливача. Маратон се одржава на пливачкој стаази дугој 26 км између Торонија (на полуострву Ситонија) и Халкидикија (на полуострву Касандра). Са прекидом 1974. године, због политичких догађаја у Грчкој, од 1975. године такмичење се одржава традиционално сваког јула у склопу општенародног фестивала, са разним спортовима на води и другим културним манифестацијама.

## Извор
1. ↑  Касандра (залив) // Италия — Кваркуш. — М. : Советская энциклопедия, 1973. — (Большая советская энциклопедия : [в 30 т.] / гл. ред. А. М. Прохоров ; 1969—1978, т. 11).
2. ↑  Charles Arnold (Hrsg.): Die Inseln des Mittelmeers. Ein einzigartiger und vollständiger Überblick. 2. Auflage. marebuchverlag, Hamburg. 2008.  978-3-86648-096-4.
3. ↑  „Climate Kassandra”. www.weather.gr. Архивирано из оригинала 05. 07. 2018. г. Приступљено 05. 7. 2018.
4. ↑  ΠΑΛΙΑ ΑΠΟΤΕΛΕΣMΑΤΑ OLD RESULTS SWIM ACROSS THE GULF OF TORONEOS Архивирано на веб-сајту  (17. новембар 2018) на: www.marathonswim.gr